# Gymnase Mangarivotra
Le gymnase multisports de Mahajanga, nommé gymnase couvert de Mangarivotra jusqu'au 4 octobre 2019, est un stade couvert situé dans le quartier de Mangarivotra à Mahajanga à Madagascar.
L'achèvement des rénovations, lancées en 2019, était prévu pour juillet 2023 afin d'accueillir les épreuves de volleyball des jeux des îles de l'océan Indien 2023.

## Histoire
La construction du gymnase couvert de Mangarivotra débute, sous l'ordre du président Tsiranana, en 1958 à la suite d'une importante querelle opposant les élèves du lycée Philibert Tsiranana à ceux du centre d’Apprentissage de Mahajanga lors d’un match de handball inter-établissements.
Le stade est réhabilité une première fois en 2010 avant d'être démoli puis reconstruit neuf ans après afin de mieux répondre aux normes en vigueur.
Avec la désignation, en 2020, de la Grande Île en tant que nation organisatrice des jeux des îles de 2023, le gymnase, alors encore en travaux, est choisi pour accueillir, avec le complexe CNaPS de Vontovorona, les épreuves de volley-ball.

## Galerie

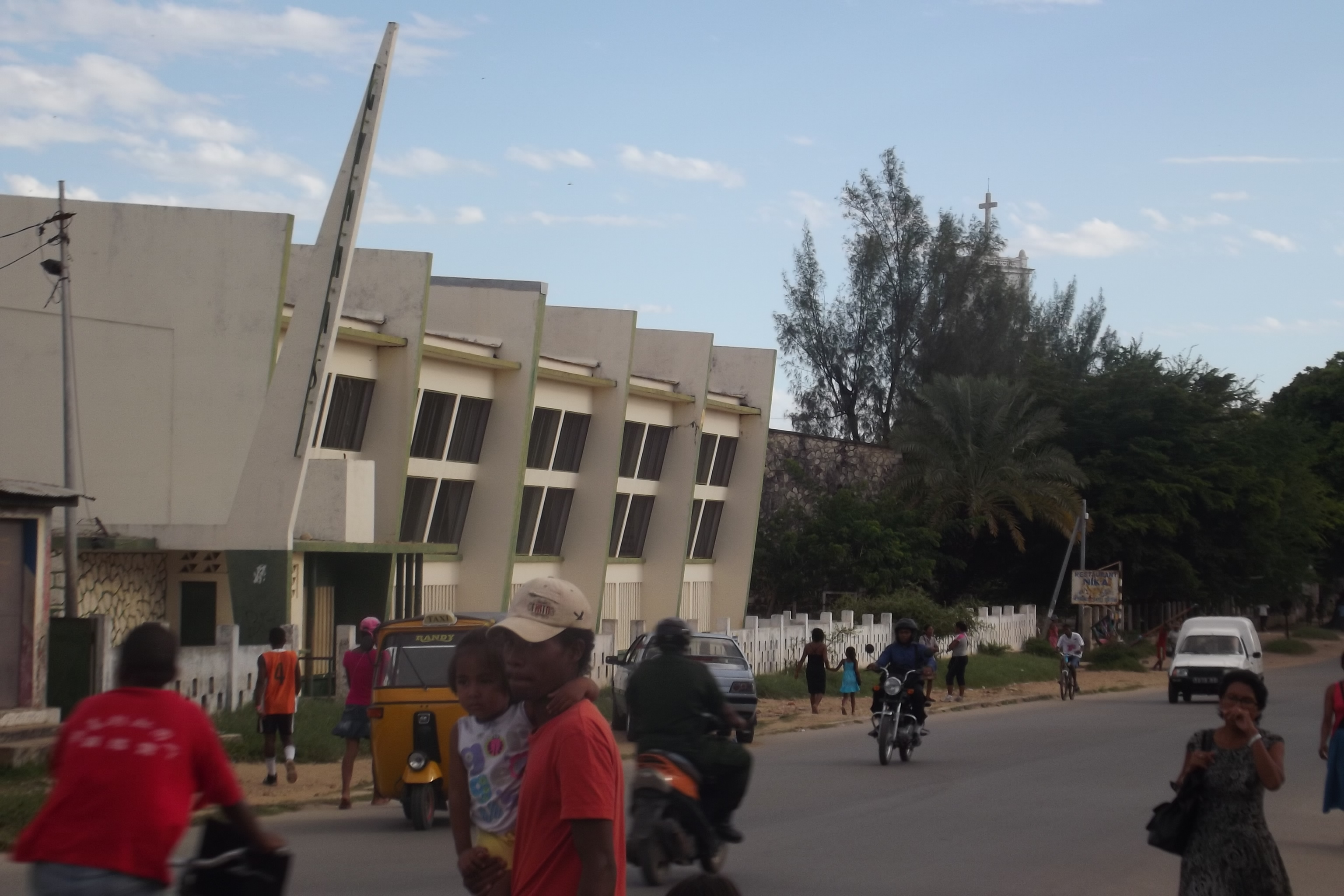
Le gymnase avant ses rénovations